# Halictus kabaricus
Halictus kabaricus är en biart som först beskrevs av Cockerell 1945.  Halictus kabaricus ingår i släktet bandbin, och familjen vägbin. Inga underarter finns listade i Catalogue of Life.